# Trnavci (Aleksandrovac)
Trnavci (Servisch: Трнавци) is een plaats in de Servische gemeente Aleksandrovac. De plaats telt 494 inwoners (2002).